# Vieure
Vieure település Franciaországban, Allier megyében. Lakosainak száma 276 fő (2022. január 1.). Vieure Buxières-les-Mines, Cosne-d’Allier, Louroux-Bourbonnais, Tortezais és Ygrande községekkel határos.

## Népesség
A település népessége az elmúlt években az alábbi módon változott:
| Lakosok száma | 382  | 288  | 287  | 255  | 273  | 273  | 279  | 274  | 272  | 276  |
|               | 1968 | 1982 | 1990 | 2006 | 2013 | 2015 | 2017 | 2019 | 2020 | 2022 |